# 岡林飛翔
岡林 飛翔（おかばやし つばさ、1999年8月9日 - ）は、三重県松阪市出身の元プロ野球選手（投手）。右投右打。プロでは育成選手であった。弟はプロ野球選手の岡林勇希。

## 経歴
松阪市立徳和小学校4年から松阪リトルで野球を始め、松阪市立久保中学校1年の時にリトルリーグ全日本選手権決勝で清宮幸太郎擁する東京北砂リトルと対戦し準優勝。その後は三重ゼッツベースボールクラブ（現三重ゼッツヤング）で全国大会出場を経験する。
三重県立菰野高等学校では1年秋からベンチ入りを果たし、2年秋からは左翼手のレギュラー兼投手となった。3年夏は準決勝の津田学園高校戦に敗れて甲子園出場を逃した。高校時代の1学年後輩に田中法彦がいる。
2017年のプロ野球ドラフト会議において広島東洋カープから育成1巡目で指名され、支度金300万円、年俸240万円（金額は推定）で合意して入団した。

### プロ入り後
2018年は二軍公式戦（ウエスタン・リーグ）での登板はわずか1試合だった。
2019年はイップスの症状に悩まされ、二軍での登板機会もゼロに終わった。シーズン終了後の10月2日に戦力外通告を受け、この年限りで現役を引退した。

### 現役引退後
2020年3月16日、千葉ロッテマリーンズの元投手である島孝明と共に、國學院大學人間開発学部健康体育学科のセカンドキャリア特別選考入試に合格したことが発表された。同年4月1日から通う同大学では、教員免許の取得と野球の指導者になるための学問修得を目指している。

## プレースタイル・人物
高校時代の最速は2年秋に計測した151km/h。直球のほかに、カーブ、スライダー、フォークを操る。
野手としても高校通算で26本塁打、3年夏の三重大会では全5試合で19打数7安打、打率.368、4本塁打、10打点という成績を残すなど、投打に高いポテンシャルを見せる。

## 詳細情報

### 年度別投手成績
- 一軍公式戦出場なし

### 背番号
- 120 （2018年 - 2019年）